# Dinocerata
Die Dinocerata sind eine ausgestorbene Säugetiergruppe, die vom Oberen Paläozän bis zum Mittleren Eozän in Nordamerika und Asien verbreitet war. Ihr bekanntester Vertreter ist Uintatherium.

## Allgemeines
Dinocerata bedeutet „schreckliche Hörner“ und spielt auf die paarig angeordneten Hörner an, die die späteren Vertreter dieser Gruppe auf dem Kopf trugen. Diese waren möglicherweise wie bei den Giraffen mit Fell überzogen. Die oberen Eckzähne entwickelten sich zu großen Hauern – vermutlich eine Form des Geschlechtsdimorphismus. Im Gegenzug dazu bildeten sich die oberen Schneidezähne zurück – um trotzdem Nahrung aufnehmen zu können, besaßen die Dinocerata vermutlich eine sehr bewegliche lange Zunge und eine ebensolche Oberlippe. Ihr Körperbau war stämmig, die Beine waren relativ kurz und kräftig.
Die Dinocerata zählten zu den ersten Riesenformen, die sich innerhalb der Säugetiere nach dem Aussterben der Dinosaurier entwickelten. Frühe Formen erreichten die Ausmaße von Schweinen, während die größten Vertreter eine Länge von über 3 Metern und ein geschätztes Gewicht von bis zu 2,5 Tonnen erreichten.
Funde von Vertretern der Dinocerata sind aus Nordamerika und Asien bekannt und werden in das Obere Paläozän und das Eozän datiert. Über ihre Lebensweise ist relativ wenig bekannt, der Bau der niederkronigen (brachyodonten) Backenzähne mit zwei quer gestellten hohen Zahnschmelzleisten lässt eine Bevorzugung von weicher Pflanzenkost (browsing) annehmen. Diskutiert wird auch eine semi-aquatische Lebensweise.
Warum diese Tiere relativ früh (im Mittleren Eozän) wieder ausstarben, ist unklar. Es sind weder Fressfeinde noch direkte Nahrungskonkurrenten bekannt.

## Systematik
Die Beziehungen der Dinocerata zu anderen Säugetiertaxa sind weitgehend unklar. Früher wurden sie den „Huftieren“ zugerechnet, diese Gruppe dürfte jedoch ein Polyphylum, also eine zusammengewürfelte Gruppe von Tieren sein, die nur äußerliche Merkmale miteinander teilen, ohne näher verwandt zu sein. Eine These stellt die Dinocerata in die Nähe der Pyrotheria und Xenungulata, zwei südamerikanische Säugetiergruppen, die üblicherweise zu den Südamerikanischen Huftieren gerechnet werden. Eine Verwandtschaft könnte auch zu den Zhelestidae, einer Säugetiergruppe aus der Kreidezeit bestehen. Auf alle Fälle stellen die Dinocerata einen spezialisierten, relativ kurzlebigen Seitenzweig dar.
Früheste Vertreter waren Probathyopsis und Prodinoceras, die noch relativ klein waren und noch nicht die typischen Hörner aufwiesen. Zu den bekanntesten späteren Gattungen zählen die durch ihre knöchernen Hornbildungen charakterisierten riesenhaften Vertreter wie Uintatherium und Eobasileus, aber auch das hornlose und kleine Gobiatherium.